# Tesagrotis fortiter
Tesagrotis fortiter är en fjärilsart som beskrevs av Barnes och Mcdunnough 1918. Tesagrotis fortiter ingår i släktet Tesagrotis och familjen nattflyn. Inga underarter finns listade i Catalogue of Life.